# XXXVII Liceum Ogólnokształcące im. Jarosława Dąbrowskiego w Warszawie
XXXVII Liceum Ogólnokształcące im. Jarosława Dąbrowskiego – liceum ogólnokształcące w Warszawie, znajdujące się w dzielnicy Śródmieście przy ul. Świętokrzyskiej 1.